# Орлов, Михаил Хрисанфович
Михаил Хрисанфович Орлов (Каган) (7 января 1900 [25 декабря 1899], Киев — 22 октября 1936) — украинский советский математик, доктор физико-математических наук, профессор, член-корреспондент АН Украинской ССР (с 27 мая 1934), член редколлегии «УСЭ» (1933—1934). Директор Украинского научно-исследовательского института математики и механики (1931—1934). Необоснованно репрессирован и посмертно реабилитирован.

## Биография
Михаил Хрисанфович Каган родился 7 января 1900 года в мещанской еврейской семье в Киеве. Уже в 17 лет пошел работать счетоводом на Центральной агростанции. В 1918—1919 году работал у левых эсеров, а с 1919 года стал членом РКП (б). В 1919 году он уже заведовал отделом науки в ЦК. В 1920 году взял фамилию Орлов и стал заведовать организационным отделом Полтавского губкома КПУ. В 1924 году окончил Киевский институт народного образования. Ученик Д. А. Граве. В 1924—1930 годах преподавал в родном альма-матере, кроме этого, с 1923 по 1924 год был деканом рабфака. Одновременно в 1925—1930 годах — в Киевском политехническом институте. В 1928 году стал кандидатом наук. Проживал по ул. Владимирская, 37/29 в квартире № 6, соседями были академик И. Шмальгаузен, архитектор К. Иваницкий, академик А. Иосифович, историк М. Бубнов и др. (Ныне квартира не сохранилась по причине сноса здания в советские годы.)
В 1931 году переехал в Харьков. В 1931—1934 годах — директор Украинского научно-исследовательского института математики и механики. В 1933—1934 годах — в Харьковском университете. С 1934 года — профессор Киевского университета и Киевского авиационного института, одновременно работал в Институте математики АН Украинской ССР. 24-30 июня 1934 года М. Орлов был в составе оргкомитета Второго всесоюзного съезда математиков в Ленинграде. 10 июля 1934 года Президиум ВУАН назначил М. Орлова на должность заведующего отделом приближенных вычислений ИМ ВУАН. Не раз выступал с докладами, к примеру, на заседаниях математической группы июньской сессии ВУАН 1935 года были заслушаны следующие два доклада М. Орлова: «О коэффициенте Хилла» и «Об использовании сверхдальнобойней артиллерии для изучения стратосферы». 5 сентября 1935 года Президиум ВУАН назначил М. Орлова на должность ученого секретаря Института математики АН УССР и заместителя директора. 22 августа 1936 года Михаил Орлов был осужден по доносу математика Степана Федоровича Фещенко (1903—1981), которого называли «подхалимом Орлова». В тот же день Президиум ВУАН принял решение исключить М. Орлова из состава Академии как «врага партии, правительства и советского народа». Несмотря на то, что прямых доказательстве вины М. Орлова не было, 22 октября 1936 года его расстреляли.
Похоронен в Киеве на Байковом кладбище. Могила является символическим кенотафом. На могиле написано: «Член-корреспондент АН УССР доктор физико-математических наук профессор, чл. КПСС 1919 г. Орлов Михаил Хрисанфович 7. 1. 1900—1936», а ниже: «Профессор член КПСС 1927 г. Машкевич Стефан Гаврасиевич 1. 1. 1892—1937, безвременно и трагически погибшим горячо любимым брату и мужу, отцу, дяде». 1 сентября 1956 года посмертно реабилитирован.

## Научная деятельность
Основные труды посвящены расчету фигур равновесия вращающейся жидкой массы, приближенным методом решения дифференциальных и интегральных уравнений, приближенных вычислений, внешней баллистики. Изучал также интегральные уравнения, численные методы внешней баллистики.

## Избранные публикации
- Орлов М. Х. Нові обчислення фігур відносної рівноваги однорідної рідини // Труди Фіз.-мат. відділу ВУАН. — 1928. — 9, вип. 2. — С. 1-56.
- Орлов М. Х. Наближене числове розв’язання інтегральних рівнянь // Зан. Природ.-тсхн. секції ВУАН. —1931. — вип. 3. — С. 1-68.
- Орлов М. Х. Інженерна математика. У 2-х ч. — Харків; Київ: Держтехвидав. — Ч. I. — 1931. — 538 е.; — Ч. И. — 1932. — 263 с.
- Орлов М. Х. Про роботу сектора наближених обчислень // Вісник УАН. — 1935. — No 4. — С. 42-44.